# Víctor Chacón
Víctor Isidro Chacón (Santo Domingo, 15 maggio 1957) è un ex cestista dominicano.

## Carriera
Con la Rep. Dominicana ha disputato due edizioni dei Giochi panamericani (San Juan 1979, Caracas 1983) e tre edizioni dei Campionati americani (1984, 1993, 1995).